# 沓澤龍一郎
沓澤 龍一郎（くつざわ りゅういちろう、1969年 - ）は、日本のイラストレーター・漫画家。名前には沓沢龍一郎という表記も用いられる。大阪芸術大学芸術学部キャラクター造形学科客員教授。
多摩美術大学美術学部絵画学科油絵専攻卒業後、セガ入社。キャラクターデザインなどを手がけ、現在は退社しフリーで活躍している。96年からは漫画家としてデビューもしている。
鉛筆の質感を残したような柔らかく非常に緻密な線と高い画力で、筋肉質な人体やメカニックを描く。そのためか遅筆で知られている。
作品集の刊行が何度か予告されたが、現在までに画集・単行本などまとまった作品集は発売されていない。

## 作品リスト

### 漫画作品
- 「究極の幸せ」　多摩美術大学漫画部部誌たんま増刊号「ベルサイユ」（1989）　８ページ／モノクロ
- 「HIGHLIFE HIGHDEAD」多摩美術大学漫画部部誌　２０ページ／モノクロ

- 「魔法使いがはじまる 」　コミックバーズ（スコラ）連載（1997~1998）　各話８ページ／カラー 
  - 第1回（1997年7月号）　
  - 第2回（1997年9月号）　
  - 第3回（1997年12月号）　
  - 第4回（1998年6月号）
- 「ピーチマン」　　　　　S.M.H.[3]vol.3（1996）　１６ページ／モノクロ
- 「復讐」　　　　　　　　S.M.H.vol.4（1996）　１６ページ／モノクロ
- 「オトモダチガーデン」　S.M.H.vol.6（1997）　１６ページ／モノクロ
- 「親切」　　　　　　　　S.M.H.vol.11（1998）　１６ページ／モノクロ
- 「こうきしん」　　　　　S.M.H.vol.14（1999）　１６ページ／モノクロ
- 「Islamabad Giants」　FLAT（ワニマガジン社）(1999)　１０ページ／カラー
- 「NO USE　prologue」　error vol.2 2001 SUMMER（美術出版社）（2001）　９ページ／モノクロ
- 「NO USE[4]」　Slip S MANGA collection（飛鳥新社）（2005）　２７ページ／モノクロ
- 「団体競技」　JAPON―Japan×France manga collection（飛鳥新社）（2005）　１６ページ／モノクロ

### イラスト
- 「未来開発公団」SFCG集vol.4/Unit6,7[5]（1995）
- Dr.Dre『Back’N The Day 』（1996）　ジャケットイラスト[6]
- 「have」　S.M.H.vol.7（1997）　モノクロイラスト１６枚
- 隔月刊ゲーム批評Vol.17 1997年11月号　表紙イラスト[7]
- ゲーメストムック Vol.113　彩京イラストレーションズ 彩(Psi)（ゲーメスト）（1998）　ゲストイラスト１枚／カラー
- フロントミッションオルタナティヴ完全攻略本　WAW戦における上級戦術と高等学習設定（デジキューブ）（1998）　表紙イラスト[8]
- デビルマン イラストレーションズ（講談社）（1999）　カラーイラスト１枚[9]
- 季刊コミッカーズ99年夏号（美術出版社）（1999）　表紙イラスト＋４ページインタビュー
- D.D.D.　vol.0001（メディアワークス）（1999）　モノクロイラスト１２枚
- D.D.D.　vol.0002（メディアワークス）（1999）　モノクロイラスト１６枚
- 鉛筆画景　モノクロームの虹　第三回　コミッカーズ2000年春号（美術出版社）　モノクロイラスト１枚[10]
- 映画『カノン』パブ用イメージイラスト（2000）　『カノン』日本語版パンフレット（CINEMA RISE No.99）およびコミッカーズ2000年秋号に収録。
- 「戦闘員ヴォルテ」谷甲州／著　徳間デュアル文庫（2000）　表紙イラスト・口絵カラーイラスト・本文モノクロイラスト３枚
- 「神州双天記」三宅一明／著　ハルキ・ノベルス（2000）　表紙イラスト
- 「ichigo & girl」　error vol.00（美術出版社）（2001）　モノクロイラスト５ページ
- Bitch's Life（グラフィック社）（2001）　モノクロイラスト４枚
- ガンダムエース2002年11月号 Vol.007（角川書店）　機動戦士ガンダムよりザク（ZAKU）[11]　カラーピンナップ１枚
- 東京じゃらんじゃらん -23歳マレーシア娘のニッポン不法就労日記（角川書店）（2002）　表紙イラスト[12]
- 河南文藝 漫画篇　vol.3 2004年新春号（小池書院）　カラーイラスト２枚
- 月刊少年エース5月号増刊 エース特濃 vol.7　特集：押井守を読もう。（角川書店）（2004）　モノクロイラスト１枚[13]
- カードゲーム「レイフィールド」　闇商人／隠者
- カードゲーム「ディメンション・ゼロ」（2006）　魔王の城

### ゲーム関連
- 聖魔伝説 ３×３ＥＹＥＳ（メガドライブ／セガ）（1993）　デザイン[14]
- ベア・ナックルIII（メガドライブ／セガ）（1994）　メカニックデザイン／キャラクターデザイン（連名）[15]
- クロックワークナイト（セガサターン／セガ）（1994）[16]
- パンツァードラグーン（セガサターン／セガ）（1995）　エンディングイラストレーション[17]
- 戦国ブレード Disk2 戦国瓦版（セガサターン／彩京）（1996）　ゲストイラスト[18]
- フロントミッションオルタナティヴ（プレイステーション／スクウェア）（1997）　キャラクターデザイン
- バッケンローダー（セガサターン／セガ）（1998）　タイトルイメージデザイン・イラスト
- RASETSU～羅刹（Win用ゲーム／工画堂スタジオ）（2001）　イメージイラストレーション／広告イラスト
- RASETSU Xan～羅刹・斬（Win用ゲーム／工画堂スタジオ）（2002)　イメージイラストレーション
- ダイナソア～リザレクション～（Win用ゲーム／日本ファルコム）（2002）　パッケージイラスト[19]

### その他
- バッケンローダーオフィシャルガイド（ソフトバンク）（1998）　キャラクターイラスト２ページと、タイトル用イラストが口絵として掲載。
- 「ギャスパー・ノエ×沓澤龍一郎」　コミッカーズ2000年秋号（美術出版社）　映画『カノン』に関して監督のギャスパー・ノエと沓澤の個別インタビュー。
- 小池一夫のキャラクター原論「キャラクターはこう動かす！」（小池書院）（2000）　インタビュー２ページ、キャラ絵３点、カラーピンナップ。
- 「星の艦」キャラクターデザイン（2002）　原作は小池一夫と大阪芸術大学チーム、作画は井上紀良。集英社MANGAオールマン連載（全２巻）。
- 『コミッカーズ×インタビューズ』(美術出版社/アニメスタイル特別編集)　（2001）　コミッカーズ99年夏号に収録されたインタビューの再録（※文章のみ）。
- 月刊ニュータイプ2002年10月号（角川書店） 　『RASETSU Xan～羅刹・斬』イメージイラストのメイキングとインタビュー２ページ。
- 「フランソワ・シュテイン&沓澤龍一郎」　「S～エス～」創刊号（スタイル社／飛鳥新社）（2003）　対談５ページ。
- 「漫画家・イラストレーター　沓澤龍一郎の世界」　河南文藝 漫画篇vol.2 2003年春号（小池書院）　モノクロ５ページの特集&インタビュー。
- FRONT MISSION WORLD HISTORICA -REPORT OF CONFLICTS 1970‐2121（メディアワークス）（2007）　キャラクターイラストと、巻末に１ページのインタビュー。